# Anne W. Patterson

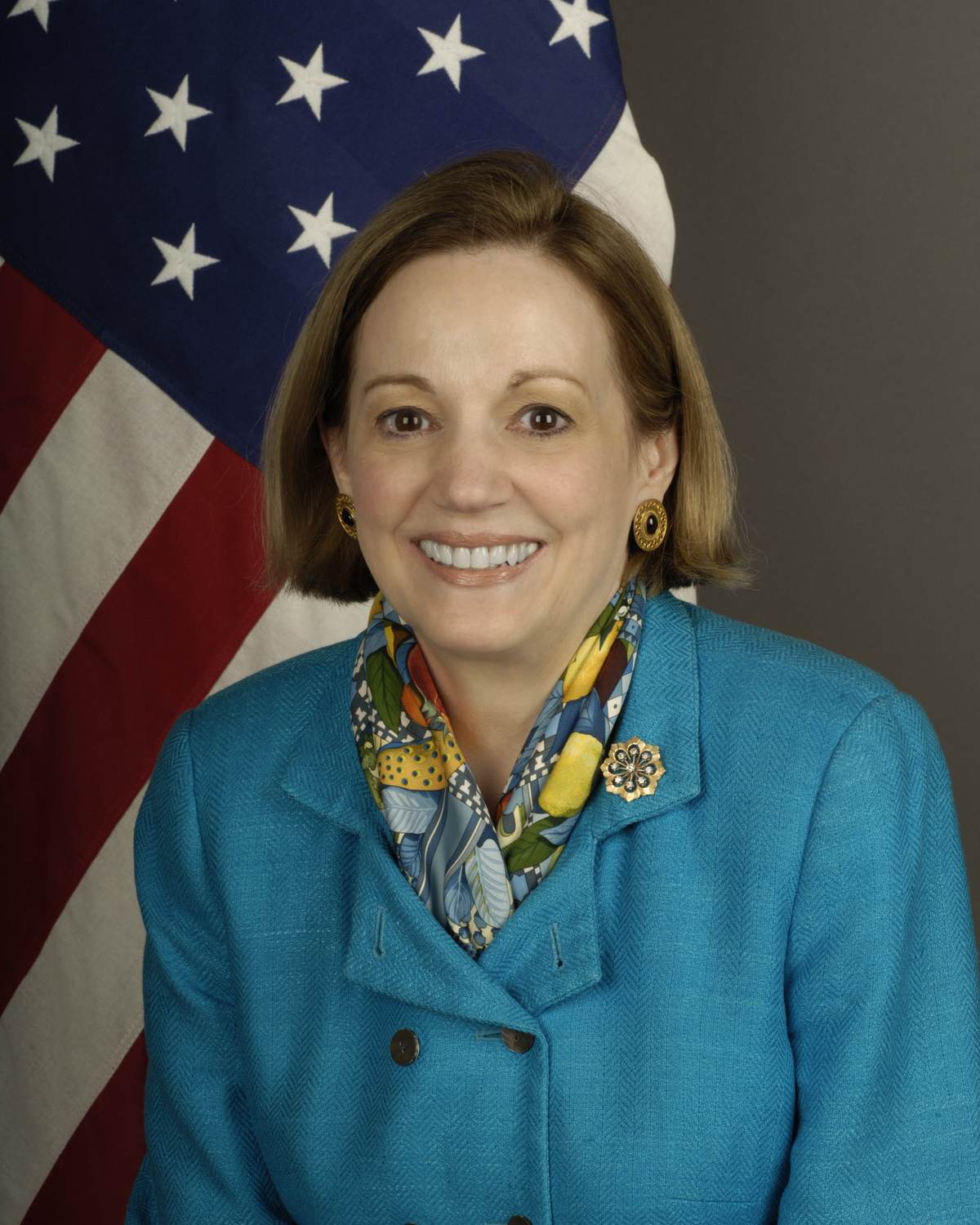
Anne W. Patterson (2011)

Anne Woods Patterson (* 1949 in Fort Smith, Arkansas) ist eine amerikanische Diplomatin und von 2011 bis 2013 amerikanische Botschafterin in Ägypten.

## Biografie
Nach einem Studium am Wellesley College, das sie mit einem Bachelor of Arts (B.A.) abschloss, absolvierte sie ein Postgraduiertenstudium an der University of North Carolina, das sie mit einem Master of Arts (M.A.) beendete. Im Anschluss trat sie 1973 in den diplomatischen Dienst (Foreign Service) ein.
Von 1984 bis 1988 war sie zunächst Botschaftsrätin für Wirtschaft an der Botschaft in Saudi-Arabien und anschließend bis 1991 Botschaftsrätin für Politische Angelegenheiten an der Ständigen Vertretung bei den Vereinten Nationen in Genf. 1991 wurde sie Direktorin für die Andenstaaten im Außenministerium und war danach zwischen 1993 und 1996 Stellvertretende Assistentin des US-Außenministers (Deputy Assistant Secretary) für Interamerikanische Angelegenheiten.
Von 1997 bis 2000 war sie erst Botschafterin der Vereinigten Staaten in El Salvador und danach bis 2003 in Kolumbien. Nach ihrer Rückkehr nach Washington, D.C. war sie von 2003 bis 2004 Deputy Inspector General des Außenministeriums. 2005 war sie für einige Zeit in kommissarischer Funktion Botschafterin der Vereinigten Staaten bei den Vereinten Nationen. Danach wurde sie Assistentin des US-Außenministers (Assistant Secretary of State) für Internationale Drogenbekämpfung und Rechtsdurchsetzung.
Von 2007 bis 2010 war Patterson Botschafterin in Pakistan.
Am 20. Mai 2011 gab US-Präsident Barack Obama bekannt, dass er Patterson zur Botschafterin in Ägypten vorschlagen wolle. Am 30. Juni 2011 wurde Patterson einstimmig vom Senat der Vereinigten Staaten zur Botschafterin in Ägypten gewählt. Pattersons enge Kontakte zu hochrangigen Vertretern der Muslimbrüder bzw. der von diesen dominierten Freiheits- und Gerechtigkeitspartei, die in Ägypten nach der Revolution von 2011 die politische Macht übernahmen, war Anlass für Protest aus den Reihen der säkularen ägyptischen Opposition. Kritik wurde allerdings auch wegen Einmischung in Oppositionsarbeit laut (so durch Hamdin Sabahi). Andere Stimmen hielten Pattersons Aktivitäten zwar für fragwürdig, kritisierten aber auch einen Hang zur Übertreibung bei der säkularen Opposition. Gegen Patterson gerichtete Plakate und ähnliche Bekundungen waren auch Teil von antiamerikanischen Protesten in Ägypten, die wiederum Teil einer größeren Protestbewegung gegen die Regierung sind.
2018 wurde Patterson in die American Academy of Arts and Sciences gewählt.
Patterson ist mit David R. Patterson, einem pensionierten Beamten des Auswärtigen Dienstes, verheiratet. Aus der Ehe gingen zwei Söhne hervor.